# Крижанівська сільська рада (Лиманський район)
Крижані́вська сільська́ ра́да — колишня  адміністративно- територіальна одиниця  та орган місцевого самоврядування в Лиманському районі Одеської області. Адміністративний центр — село Крижанівка.

## Загальні відомості
Крижанівська сільська рада утворена в 1917 році.
- Територія ради: 5,348 км²
- Населення ради: 3 738 осіб (станом на 2001 рік)
- Водоймища на території, підпорядкованій даній раді: Чорне море

## Населені пункти
Сільській раді були підпорядковані населені пункти:
- с. Крижанівка
- с-ще Ліски

## Населення
Згідно з переписом УРСР 1989 року чисельність наявного населення сільської ради становила 4197 осіб, з яких 1865 чоловіків та 2332 жінки.
За переписом населення України 2001 року в сільській раді мешкало 3699 осіб.

### Мова
Розподіл населення за рідною мовою за даними перепису 2001 року:
| Мова       | Відсоток |
| ---------- | -------- |
| українська | 71,80 %  |
| російська  | 27,18 %  |
| вірменська | 0,54 %   |
| болгарська | 0,11 %   |
| білоруська | 0,08 %   |
| молдовська | 0,08 %   |
| єврейська  | 0,05 %   |

## Склад ради
Рада складалася з 26 депутатів та голови.
- Голова ради: Крупиця Наталія Григорівна
- Секретар ради: Бондаренко Людмила Леонідівна

### Керівний склад попередніх скликань
| Прізвище, ім'я, по батькові  | Основні відомості                                                 | Дата обрання | Дата звільнення |
| ---------------------------- | ----------------------------------------------------------------- | ------------ | --------------- |
| Заверюха Михайло Олексійович | Сільський голова, 1957 року народження, безпартійний              | 26.03.2006   | 31.10.2010      |
| Крупиця Наталія Григорівна   | Сільський голова, 1954 року народження, освіта вища, позапартійна | 31.10.2010   | 25.10.2020      |

Примітка: таблиця складена за даними сайту Верховної Ради України

### Депутати
За результатами місцевих виборів 2010 року депутатами ради стали:

#### За суб'єктами висування
| Суб'єкт висування | Кількість обраних депутатів | %    |
| ----------------- | --------------------------- | ---- |
| Самовисування     | 16                          | 61,5 |
| Партія регіонів   | 7                           | 26,9 |
| Народна партія    | 3                           | 11,5 |

#### За округами
| № округу        | Прізвище, ім'я, по батькові      | Дата визнання обраним | Освіта             | Партійна приналежність                     | Відомості про обраного депутата                             |
| --------------- | -------------------------------- | --------------------- | ------------------ | ------------------------------------------ | ----------------------------------------------------------- |
| Народна Партія  |                                  |                       |                    |                                            |                                                             |
| 6               | Серік Ольга Іванівна             | 04.11.2010            | вища               | член Народної партії                       | Крижанівська бібліотека, бібліотекар                        |
| 14              | Нагребецька Надія Степанівна     | 04.11.2010            | вища               | член Народної партії                       | служба соціального захисту, соціальний працівник            |
| 16              | Стеблівська Тетяна Семенівна     | 04.11.2010            | вища               | член Народної партії                       | пенсіонер                                                   |
| Партія регіонів |                                  |                       |                    |                                            |                                                             |
| 1               | Бондаренко Людмила Леонідівна    | 04.11.2010            | середня            | член Партії регіонів                       | Крижанівська сільська рада, секретар                        |
| 5               | Пелічев Микола Ярославович       | 04.11.2010            | вища               | член Партії регіонів                       | Джерман — Авто центр, начальник цеху                        |
| 7               | Лазова Тетяна Миколаївна         | 04.11.2010            | вища               | член Партії регіонів                       | приватний підприємець                                       |
| 8               | Клюкас Ольга Петрівна            | 04.11.2010            | вища               | член Партії регіонів                       | приватний підприємець                                       |
| 10              | Немалов Володимир Миколайович    | 04.11.2010            | середня            | член Партії регіонів                       | ТОВ «Вегатранс-СВ», директор                                |
| 22              | Логвиненко Лідія Миколаївна      | 04.11.2010            | середня            | член Партії регіонів                       | тимчасово не працює                                         |
| 24              | Слесарчук Наталія Василівна      | 04.11.2010            | середня            | член Партії регіонів                       | приватний підприємець                                       |
| Самовисування   |                                  |                       |                    |                                            |                                                             |
| 2               | Прібильська Валентина Вікторівна | 15.11.2010            | середня спеціальна | позапартійна                               | пенсіонер                                                   |
| 3               | Юрченко Григорій Аврамович       | 04.11.2010            | середня            | позапартійний                              | Комінтернівська ЦРЛ, оператор котельні                      |
| 4               | Савчинська Марія Іванівна        | 04.11.2010            | середня            | член Всеукраїнської партії Народної Довіри | пенсіонер                                                   |
| 9               | Шишина Єлизавета Василівна       | 04.11.2010            | середня            | член Всеукраїнської партії Народної Довіри | тимчасово не працює                                         |
| 11              | Шарамета Анна Борисівна          | 04.11.2010            | середня            | позапартійна                               | тимчасово не працює                                         |
| 12              | Денісенко Ганна Іванівна         | 04.11.2010            | середня            | член Партії регіонів                       | обласна лікарня, медична сестра                             |
| 13              | Константинова Світлана Василівна | 04.11.2010            | середня            | позапартійна                               | пенсіонер                                                   |
| 15              | Сичова Наталія Олександрівна     | 04.11.2010            | вища               | позапартійна                               | пенсіонер                                                   |
| 17              | Сарафанов Євген Володимирович    | 15.11.2010            | вища               | позапартійний                              | , юридичний консультант                                     |
| 18              | Дерік Гаяне Норіківна            | 04.11.2010            | вища               | позапартійна                               | тимчасово не працює                                         |
| 19              | Дорогань В'ячеслав Георгійович   | 04.11.2010            | вища               | позапартійний                              | тимчасово не працює                                         |
| 20              | Спельнік Сергій Валентинович     | 15.11.2010            | вища               | позапартійний                              | Комінтернівський ГУМВС, майор міліції                       |
| 21              | Горюк Анатолій Антонович         | 04.11.2010            | вища               | позапартійний                              | Одеська національна морська академія, доцент кафедри фізики |
| 23              | Метелиця Володимир Петрович      | 04.11.2010            | вища               | позапартійний                              | пенсіонер                                                   |
| 25              | Герць Володимир Карлович         | 04.11.2010            | середня            | член Партії регіонів                       | приватний підприємець                                       |
| 26              | Нікітін Дмитро Геннадійович      | 04.11.2010            | вища               | позапартійний                              | Одеський апеляційний суд, радник заступника голови          |